# Chemsakiella virgulata
Chemsakiella virgulata är en skalbaggsart som först beskrevs av Chemsak 1987.  Chemsakiella virgulata ingår i släktet Chemsakiella och familjen långhorningar. Inga underarter finns listade i Catalogue of Life.